# 乌鲁木齐银行
乌鲁木齐银行股份有限公司（简称乌鲁木齐银行；维吾尔语：ئۈرۈمچى بانكىسى，拉丁维文：Ürümchi Bankisi，西里爾維文：Үрүмчи Банкиси）是一间总部位于中国新疆维吾尔自治区乌鲁木齐市的城市商业银行，前身是1997年12月在乌鲁木齐地区原有38家城市信用社的基础上成立的乌鲁木齐商业银行，后于2015年12月17日正式更名为现名。